# Friedrich Robert Faehlmann

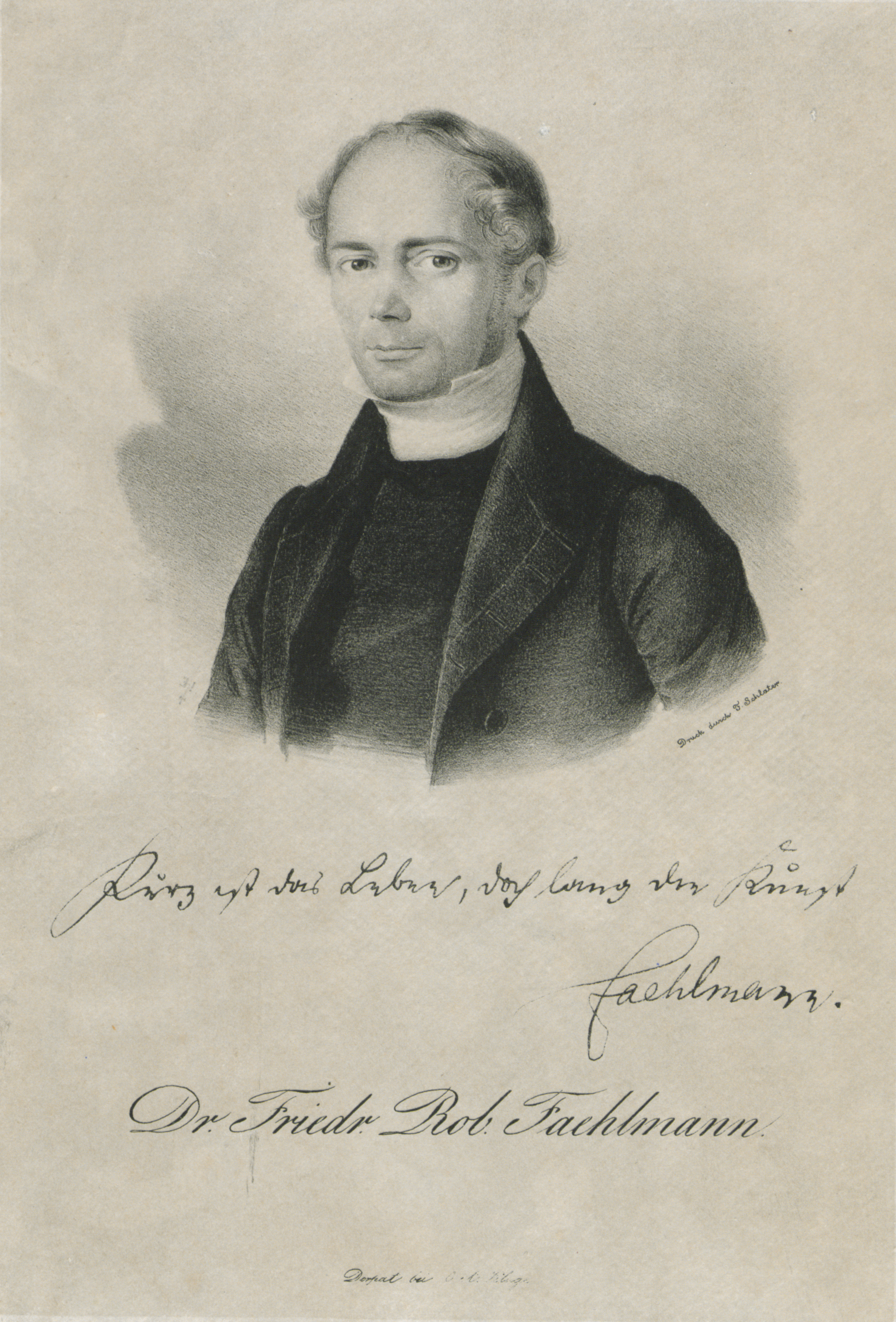
Friedrich Robert Faehlmann

Friedrich Robert Faehlmann (eller Fählmann), född 31 december 1798, död 22 april 1850 i Tartu, var en estnisk författare och språkforskare, läkare, lektor vid Dorpats universitet. Han publicerade forskning om estnisk rättstavning, börjningsformer osv. 
På Faehlmanns initiativ grundades 1838 Gelehrte Estnische Gesellschaft (Õpetatud Eesti Selts). I detta estofilernas verksamhetscentrum föddes tanken på att sammanställa ett epos. Han skapade den grund på vilken Friedrich Reinhold Kreutzwald bearbetade det 1857–1861 utkomna estniska nationaleposet Kalevipoeg. 
Hans samlade verk utkom 1915, kompletterade 1921.